# Парадокс излучения заряженных частиц в гравитационном поле
Парадокс излучения заряженных частиц в гравитационном поле — физический парадокс в контексте общей теории относительности. Заряженная частица, находящаяся в состоянии покоя в гравитационном поле, например на поверхности Земли, должна быть поддержана силой, препятствующей её падению. Согласно принципу эквивалентности, все физические явления в малой окрестности такой частицы должны быть неотличимы от физических явлений в малой окрестности возле частицы в плоском пространстве-времени, ускоряемой силой. Из уравнений Максвелла следует, что ускоренный заряд должен излучать электромагнитные волны, но такое излучение не наблюдается для неподвижных частиц в гравитационных полях.
Одним из первых, кто изучил эту проблему, был Макс Борн в своей работе 1909 года о последствиях заряда в равномерно ускоренной системе отсчёта. Более ранние проблемы и возможные решения были подняты Вольфгангом Паули (1918),Максом фон Лауэ (1919) и другими, но наиболее признанной работой по этому вопросу является резолюция Томаса Фултона и Фрица Рорлиха в 1960 году.

## История вопроса
Согласно уравнениям Максвелла классической электродинамики, ускоренный заряд излучает. То есть он создает электрическое поле, которое снижается с расстоянием как {\displaystyle 1/r} в дополнение к его покоящейся части {\displaystyle 1/r^{2}} кулоновского поля. Это излучающееся электрическое поле имеет сопутствующее магнитное поле, а также все колеблющееся электромагнитное излучение поля распространяется независимо от ускоренного заряда, унося с собой импульс и энергию. Энергия излучения подпитывается работой, которая ускоряет заряд.
Общая теория относительности строится на принципе эквивалентности гравитации и инерции. Этот принцип гласит, что невозможно различить с помощью любого локального измерения, находится ли человек в гравитационном поле или ускоряется. Лифт в глубоком космосе, вдали от любой планеты, мог бы имитировать гравитационное поле для своих обитателей, если бы он мог непрерывно ускоряться "вверх". Ускорение от движения или от гравитации не имеет никакого
значения в законах физики. Можно также понять его в терминах эквивалентности так называемой гравитационной массы и инертной массы. Масса в законе всемирного тяготения Ньютона (гравитационная масса) такая же, как и масса во втором законе движения Ньютона (инертная масса). Они эквивалентны согласно опытам Галилео Галилея 1638 года, которые показали, что все тела падают с одинаковой скоростью в гравитационном поле, независимо от их массы. Известная демонстрация этого принципа была осуществлена на Луне во время полёта «Аполлона-15», когда молоток и перо были сброшены одновременно и ударились о поверхность одновременно.
С этой эквивалентностью тесно связан тот факт, что гравитация исчезает в свободном падении. Для объектов, падающих в лифте, трос которого перерезан, все гравитационные силы исчезают, и все начинает выглядеть как невесомость, которую можно увидеть в
видеозаписях с Международной космической станции. Стержнем общей теории относительности является то, что все тела должны падать вместе в свободном падении. Так же, как и в случае с ускорением против гравитации, никакой эксперимент не должен позволить различать физические эффекты при свободном падении в гравитационном поле и при нахождении в глубоком космосе вдали от каких-либо сил.

## Формулировка парадокса
Соединяя вместе эти два основных факта общей теории относительности и электродинамики, мы, по-видимому, сталкиваемся с парадоксом. Ведь если бы мы сбросили нейтральную частицу и заряженную частицу вместе в гравитационном поле, то заряженная частица должна была бы начать излучать, поскольку она ускоряется под действием силы тяжести, тем самым теряя энергию и замедляясь относительно нейтральной частицы. Тогда свободно падающий наблюдатель мог бы отличить свободное падение от истинного отсутствия сил, потому что заряженная частица в свободно падающей лаборатории начала бы вытягиваться вверх относительно нейтральных частей лаборатории, даже если бы никаких явных электрических полей не было.
Аналогично, мы можем представить себе заряженную частицу, находящуюся в состоянии покоя в лаборатории на поверхности Земли. Чтобы быть в покое, она должна быть поддержана чем-то, что оказывает на нее восходящую силу. Эта система эквивалентна тому, чтобы находиться в космическом пространстве, постоянно ускоряясь вверх на 1 g, и мы знаем, что заряженная частица, ускоренная вверх на 1 g, будет излучать, почему мы не видим излучения от заряженных частиц, покоящихся в лаборатории? Казалось бы, мы можем различать гравитационное поле и ускорение, потому что электрический заряд, по-видимому, излучается только тогда, когда он ускоряется через движение, но не через гравитацию.

## Объяснение Рорлиха
Разрешение этого парадокса, как и парадокса близнецов и парадокса лестницы, происходит через соответствующую осторожность в различении систем отсчета. Этот раздел следует за анализом Фрица Рорлиха (1965), который показывает, что заряженная частица и нейтральная частица падают одинаково быстро в гравитационном поле. Точно так же заряженная частица, находящаяся в состоянии покоя в гравитационном поле, излучает не в своей системе покоя, а в системе свободно падающего наблюдателя. Принцип эквивалентности сохраняется и для заряженных частиц.
Главное — понять, что законы электродинамики, уравнения Максвелла, действуют только в инерциальной системе отсчета, то есть в системе, в которой все силы действуют локально, и нет никакого чистого ускорения, когда чистые локальные силы равны нулю. Система отсчёта может свободно падать под действием силы тяжести или далеко в космосе, вдали от любых сил. Поверхность Земли — это "не" инерциальная система, так как она постоянно ускоряется. Мы знаем, что поверхность Земли не является инерциальной системой, потому что покоящийся там объект не может оставаться в покое — покоящиеся объекты падают на землю, когда освобождаются. Гравитация — это нелокальная фиктивная "сила" в пределах земной поверхности, точно так же, как и центробежная "сила". Поэтому мы не можем наивно формулировать ожидания, основанные на уравнениях Максвелла в этой системе. Примечательно, что теперь мы понимаем, что специальные релятивистские уравнения Максвелла не действуют, строго говоря, на поверхности Земли, хотя они были открыты в электрических и магнитных экспериментах, проведенных в лабораториях на поверхности Земли. (Это похоже на то, как понятия механики в инерциальной системе отсчёта неприменимы к поверхности Земли даже без учёта силы тяжести из-за её вращения (например, маятник Фуко),  но они были первоначальны найдены при рассмотрении наземных экспериментов и интуиции.) Тем не менее, в этом случае мы не можем применить уравнения Максвелла к описанию падающего заряда относительно "поддерживаемого", неинерциального наблюдателя.
Уравнения Максвелла могут быть применены относительно наблюдателя в свободном падении, потому что свободное падение — это инерциальная система отсчёта. Итак, отправной точкой рассуждений является работа в системе свободного падения в гравитационном поле — "падающем" наблюдателе. В системе свободного падения уравнения Максвелла имеют свою обычную форму плоского пространства-времени для падающего наблюдателя. В этой системе отсчёта электрическое и магнитное поля заряда просты: падающее электрическое поле — это просто кулоновское поле заряда в состоянии покоя, а магнитное поле равно нулю. В качестве отступления отметим, что мы с самого начала строим принцип эквивалентности, включая предположение о том, что заряженная частица падает одинаково быстро, как и нейтральная частица.
Поля, измеряемые наблюдателем, находящимся на поверхности Земли, различны. Учитывая электрические и магнитные поля в падающей системе отсчёта, мы должны преобразовать эти поля в систему отсчёта поддерживаемого наблюдателя. Эта манипуляция "не является" преобразованием Лоренца, потому что обе системы отсчёта имеют относительное ускорение. Вместо этого необходимо использовать формализм общей теории относительности.
В этом случае гравитационное поле является фиктивным, поскольку оно может быть "преобразовано" соответствующим выбором системы координат в падающей системе координат. В отличие от полного гравитационного поля Земли, здесь мы предполагаем, что пространство-время локально плоское, так что тензор кривизны исчезает. Аналогично, линии гравитационного ускорения везде параллельны, и никакие сходимости не измеряются в лаборатории. Тогда можно записать наиболее общие статические, плоскостные, цилиндрические метрические и линейные элементы:
{\displaystyle c^{2}d\tau ^{2}=u^{2}(z)c^{2}dt^{2}-\left({\frac {c^{2}}{g}}{\frac {du}{dz}}\right)^{2}dz^{2}-dx^{2}-dy^{2},}
где {\displaystyle c} — скорость света, {\displaystyle \tau } — собственное время, {\displaystyle x,y,z,t} — обычные координаты пространства и времени, {\displaystyle g} — ускорение гравитационного поля, а {\displaystyle u(z)} является произвольной функцией координаты, но должна приближаться к наблюдаемому ньютоновскому значению {\displaystyle 1+gz/c^{2}}. Эта формула является метрикой для гравитационного поля, измеряемого поддерживаемым наблюдателем.
Между тем метрика в рамках падающего наблюдателя — это просто метрика Минковского:
{\displaystyle c^{2}d\tau ^{2}=c^{2}dt'^{2}-dz'^{2}-dx'^{2}-dy'^{2}.}
Из этих двух метрик Рорлих строит преобразование координат между ними:
{\displaystyle {\begin{aligned}x'&=x,\\y'&=y,\\{\frac {g}{c^{2}}}(z'-z_{0}')&=u(z)\cosh g(t-t_{0})-1,\\{\frac {g}{c}}(t'-t_{0}')&=u(z)\sinh g(t-t_{0}).\end{aligned}}}
Когда это преобразование координат применяется к электрическому и магнитному полям заряда в системе отсчёта покоя, оказывается, что он "излучает". Рорлих подчеркивает, что этот заряд остается в покое в своей системе свободного падения, как и нейтральная частица. Кроме того, скорость излучения для этой ситуации является Лоренц-инвариантной, но она не инвариантна при приведённом выше преобразовании координат, потому что это не преобразование Лоренца.
А как же тогда насчет поддерживаемого заряда? Разве он не излучает из-за принципа эквивалентности? Чтобы ответить на этот вопрос, снова рассмотрим падающую систему отсчёта.
Как видно из системы отсчёта свободного падения, поддерживаемый заряд, по-видимому, равномерно ускоряется вверх. Случай постоянного ускорения заряда рассматривается Рорлихом. Он находит, что заряд "е", равномерно ускоренный со скоростью "g", имеет скорость излучения, заданную инвариантом Лоренца:
{\displaystyle R={\frac {2}{3}}{\frac {e^{2}}{c^{3}}}g^{2}.}
Соответствующие электрические и магнитные поля ускоренного заряда приведены также в работе Рорлиха. Чтобы найти поля заряда в опорной системе отсчёта, поля равномерно ускоренного заряда преобразуются в соответствии с ранее заданным преобразованием координат. Когда это делается, мы обнаруживаем "отсутствие излучения" в опорной системе отсчёта от поддерживаемого заряда, потому что магнитное поле в этой системе отсчёта равно нулю. Рорлих действительно отмечает, что гравитационное поле немного искажает кулоновское поле поддерживаемого заряда, но слишком мало, чтобы его можно было наблюдать. Таким образом, хотя закон Кулона был открыт в неподвижной системе отсчёта, общая теория относительности говорит нам, что поле такого заряда не является точно {\displaystyle 1/r^{2}}.

### А где же излучение?
Излучение от поддерживаемого заряда, рассматриваемое в свободно падающей системе (или наоборот), является чем-то вроде парадокса: куда оно идёт? Дэвид Дж. Булвэр (1980) обнаружил, что излучение попадает в область пространства-времени, недоступную для соускоряющегося, поддерживаемого наблюдателя. В сущности, равномерно ускоренный наблюдатель имеет горизонт событий, и существуют области пространства-времени, недоступные этому наблюдателю.  Камила де Алмейда и Альберто Саа (2006) предложили более доступную трактовку горизонта событий ускоренного наблюдателя.

## Дальнейшее чтение
- Peierls, Rudolf E. Surprises in Theoretical Physics. — Illustrated. — Princeton University Press, 1979. — С. 160—166. — (Princeton series in physics). — ISBN 978-0691082417.